# Marselisborgs slott
Marselisborg slott är ett danskt slott som ligger på Kongevejen 100 i Århus, Danmark, i anslutning till Mindeparken.

## Bakgrund
Slottet byggdes 1899-1902 av arkitekten Hack Kampmann i nationalromantisk stil. Det var folkets gåva till den senare kung Kristian X av Danmark och hans gemål hertiginnan Alexandrine av Mecklenburg-Schwerin, eller till: "den til enhver Tid regerende Konge i Danmark".
Marselisborg slott kom att användas som sommarresidens för den danska kungafamiljen och är således motsvarigheten till den svenska kungafamiljens Solliden. 1952 tog kung Fredrik IX av Danmark över slottet efter änkedrottningen Alexandrine, och 1968 överlät Fredrik IX slottet till den dåvarande tronföljaren kronprinsessan, sedermera drottning Margarethe II och prins Henrik. 
Drottning Margrethes intresse för konst och skulptur har lett till att slottsparken idag har en ansenlig mängd moderna skulpturer. Sedan 1974 är slottsparken öppen för allmänheten när den danska kungafamiljen inte bor på slottet. 
Marselisborg slott blev i folkmun kallat "Prinseboligen" på Jylland.